# Sleeping in My Car
«Sleeping in My Car» — песня, написанная Пером Гессле, и исполненная группой Roxette. Песня была выпущена 7 марта 1994 года в качестве первого сингла с их пятого студийного альбома «Crash! Boom! Bang!» (1994).
Несмотря на то, что успехом эта песня в США не особо пользовалась (сумев достигнуть лишь номера #50 в чарте Billboard Hot 100), тем не менее она фактически стала одним из главных хитов года во многих других странах. Так, например, она достигла номера #1 в Швеции и номера #2 в Канаде (см. раздел «Чарты»), а также вошла в топ-30 синглов в Великобритании.

## История
В буклете к сборнику лучших хитов Roxette «Don’t Bore Us, Get to the Chorus!» Гессле рассказал, что прослушивал финальный черновик альбома «Crash! Boom! Bang!» прямо перед Рождеством 1993 года и понял, что в альбоме не хватает быстрой, энергичной песни — альбом звучал «слишком по-взрослому». Группа работала весь 1993 год, в студии и на гастролях и все музыканты были очень уставшие. В расстроенных чувствах Гессле вернулся домой и в стрессе написал «Sleeping in My Car» буквально за час. Таким образом, первый сингл стал последней песней, написанной для альбома. В книге «Songs, Sketches & Reflections» Гессле пишет, что помнит, как записывал оригинальную демоверсию песни в студии EMI Studio 2 в Стокгольме с [басистом Gyllene Tider] Андершом Херрлином, в то время как Кларенс Эверман и звукоинженер Алар Суурна работали над другими песнями из альбома в соседней студии EMI Studio 1.
В момент выхода песни в 1994 году правительства некоторых стран считали текст композиции излишне вульгарным. В том числе и по этой причине видеоклип на песню считался «слишком сексуальным», поэтому он не транслировался в телеэфире некоторых стран.
В 1995 году Roxette выступали в Пекине во Дворце спорта трудящихся. Это был первый за 10 лет коммерческий концерт какой-либо западной группы, официально разрешённый правительством этой страны. Переговоры об организации концерта между менеджментом группы и министерством культуры Китая начались весной 1994 года. Перед выдачей разрешения на проведение концерта министерство потребовало прослушать весь репертуар готовящегося концерта — для этого весь сет-лист был переведён на китайский язык. Чиновники посчитали текст «Sleeping in My Car» неподходящим и попросили либо смягчить текст песни, либо исполнить отдельные отрывки на шведском языке. Roxette согласились на замену текста, но во время концерта исполнили всю песню в оригинале.

## Видеоклип
На данный сингл в Лондоне был снят видеоклип (реж. Майкл Геогеган (англ. Michael Geoghegan). Геогеган также работал над следующим клипом группы на песню «Crash! Boom! Bang!», который также снимали в Лондоне.

## Список композиций
Сингл был официально выпущен в 12 странах (Франция, Германия, Венгрия, Италия, Нидерланды, Великобритания, США, Канада, Австралия, Япония, Филиппины и Эквадор) на разных носителях (сингл на аудиокассете, 7" виниловый сингл, CD-сингл, 3" CD-сингл [только в Японии], 12" виниловый сингл [только в Эквадоре]). Список песен отличается в зависимости от страны релиза и носителя. Полный список песен (суммарно) представлен ниже:
1. «Sleeping in My Car» (3:33)
2. «The Look» (MTV Unplugged) (5:11)
3. «Sleeping In My Car» (The Stockholm Demo Version) (3:13)
4. «Almost Unreal» (3:58)

## Позиции в музыкальных чартах
| Чарт (1994)                        | Высшая позиция |
| ---------------------------------- | -------------- |
| Австралия (ARIA)                   | 18             |
| Австрия (Ö3 Austria Top 40)        | 6              |
| Бельгия/Фландрия (Ultratop 50)     | 4              |
| Канада (RPM Top Singles)           | 2              |
| Canada (The Record)                | 3              |
| Denmark (Tracklisten)              | 2              |
| European Hot 100 (Billboard)       | 7              |
| Finland (Suomen virallinen lista)  | 2              |
| Германия (GfK)                     | 11             |
| Iceland (Íslenski Listinn Topp 40) | 9              |
| Ирландия (IRMA)                    | 16             |
| Нидерланды (Dutch Top 40)          | 15             |
| Нидерланды (Single Top 100)        | 19             |
| Новая Зеландия (Recorded Music NZ) | 20             |
| Норвегия (VG-lista)                | 3              |
| Polish Airplay (LP3)               | 14             |
| Шотландия (OCC Scotland)           | 13             |
| Spain (AFYVE)                      | 12             |
| Spanish Airplay (AFYVE)            | 1              |
| Швеция (Sverigetopplistan)         | 1              |
| Швейцария (Schweizer Hitparade)    | 7              |
| Великобритания (OCC UK Singles)    | 14             |
| США (Billboard Hot 100)            | 50             |
| США (Billboard Pop Airplay)        | 22             |
| США (Billboard Radio Songs)        | 60             |

| Чарт (2020)                     | Высшая позиция |
| ------------------------------- | -------------- |
| Польша (Polish Airplay Top 100) | 73             |

| Чарт (1994)                      | Позиция |
| -------------------------------- | ------- |
| Belgium (Ultratop)               | 54      |
| Canada Top Singles (RPM)         | 26      |
| Europe (Eurochart Hot 100)       | 45      |
| Germany (Official German Charts) | 75      |
| Netherlands (Dutch Top 40)       | 133     |
| Sweden (Sverigetopplistan)       | 15      |

| Регион                                                      | Сертификация | Продажи |
| ----------------------------------------------------------- | ------------ | ------- |
| Швеция (GLF)                                                | Золотой      | 25 000^ |
| ^ Данные о тиражах приведены только на основе сертификации. |              |         |